# 兰西镇
兰西镇，是中华人民共和国黑龙江省绥化市兰西县下辖的一个乡镇级行政单位。

## 行政区划
兰西镇下辖以下地区：
新建社区、新立社区、新民社区、新生社区、新河社区、新安社区、新华社区、新丰社区、新政社区、新旺社区、向阳村、永久村、城东村、科研村、跃进村、新民村、林盛村、先进村和河口村。